# Числова система залишків
Числова́ систе́ма зали́шків (ЧСЗ, англ. Residue number system) — непозиційна система числення. Представлення числа в системі засноване на китайській теоремі про залишки, а операції з числами виконуються за правилами модульної арифметики. Використовується для представлення великих цілих чисел у вигляді набору невеликих цілих чисел, що дозволяє оптимізувати операції з великими цілими числами.

## Визначення
ЧСЗ визначається набором взаємно простих чисел {\displaystyle (m_{1},m_{2},\dots ,m_{n})}, які називаються базисом. Позначимо добуток базиса через {\displaystyle M=m_{1}\cdot m_{2}\cdot \ldots \cdot m_{n}}. Тоді кожному цілому числу {\displaystyle x} з відрізка {\displaystyle [0,M-1]} ставиться у відповідність набір залишків {\displaystyle (x_{1},x_{2},\dots ,x_{n})}, де
{\displaystyle x_{i}\equiv x{\pmod {m_{i}}},\ i=1,\dots ,n.}
Зауважимо, що китайська теорема про залишки гарантує однозначність представлення для чисел з відрізка {\displaystyle [0,M-1]}.

### Не простий базис
Якщо базис складається не з взаємно простих чисел, то його можна використовувати для представлення чисел з відрізка {\displaystyle [0,M-1]}, де {\displaystyle M=HCK(m_{1},m_{2},\ldots ,m_{n})}. НСК — це найменше спільне кратне.
```
Наприклад, в базисі  

  

    

      

        

          
m

          

            
1

          

        

        
=

        
2

        
,

        
 

        

          
m

          

            
2

          

        

        
=

        
4

      

    

    
{\displaystyle m_{1}=2,\ m_{2}=4}

  

 числа 3 і 7 однаково записуються:

  

    

      

        

          
3

          

            
10

          

        

        
=

        
(

        

          
x

          

            
1

          

        

        
=

        
1

        
,

        
 

        

          
x

          

            
2

          

        

        
=

        
3

        
)

        
=

        
(

        
1

        
,

        
 

        
3

        
)

        
,

      

    

    
{\displaystyle 3_{10}=(x_{1}=1,\ x_{2}=3)=(1,\ 3),}

  

  

    

      

        

          
7

          

            
10

          

        

        
=

        
(

        

          
x

          

            
1

          

        

        
=

        
1

        
,

        
 

        

          
x

          

            
2

          

        

        
=

        
3

        
)

        
=

        
(

        
1

        
,

        
 

        
3

        
)

        
.

      

    

    
{\displaystyle 7_{10}=(x_{1}=1,\ x_{2}=3)=(1,\ 3).}

  

```

Однакове представлення виникло тому, що найбільше число, яке може бути записане в цьому базисі, це найменше спільне кратне чисел (2, 4). НСК (2, 4)=4. Відповідно {\displaystyle 3\equiv 7{\pmod {4}}}.

## Арифметичні операції
У ЧСЗ арифметичні операції (додавання, віднімання, множення, ділення) виконуються поелементно, якщо про результат відомо, що він є цілочисловим і також лежить в {\displaystyle [0,M-1]}.

### Додавання, віднімання та множення
Нехай задані числа {\displaystyle X} та {\displaystyle Y}, компоненти яких записуються як {\displaystyle (x_{1},x_{2},\dots ,x_{n})} {\displaystyle (y_{1},y_{2},\dots ,y_{n}))}. Тоді
{\displaystyle Z=X\pm Y}
обчислюється як
{\displaystyle z_{i}\equiv (x_{i}\pm y_{i}){\pmod {m_{i}}}}.
Аналогічно виконується множення.

### Ділення
Можливе не для всіх чисел. По-перше, {\displaystyle X/Y} повинно бути цілим числом. По-друге, поелементне ділення можна виконати лише за умови, що запис числа {\displaystyle Y} не містить компонент рівних нулю {\displaystyle (y_{i}\not =0)}. Тоді компоненти числа
{\displaystyle Z=X:Y}
обчислюються як
{\displaystyle z_{i}\equiv x_{i}\cdot y_{i}^{-1}{\pmod {m_{i}}},}
де {\displaystyle y_{i}^{-1}} — обернене за модулем число до {\displaystyle y_{i}}, тобто
{\displaystyle y_{i}\cdot y_{i}^{-1}\equiv 1{\pmod {m_{i}}}.}
Алгоритм ділення у випадку коли дільник містить нульові елементи, можна знайти у статті .

## Недоліки числової системи залишків
- Обмеження на величину чисел.
- Відсутність ефективних алгоритмів для порівняння чисел, представлених у ЧСЗ. Порівняння зазвичай здійснюється через переклад аргументів з ЧСЗ у змішану систему числення з основами {\displaystyle (m_{1},m_{1}\cdot m_{2},\dots ,m_{1}\cdot m_{2}\cdot \dots \cdot m_{n-1})}.
- Повільні алгоритми перекладу з позиційної системи числення в ЧСЗ і назад.
- Складні алгоритми ділення.
- Труднощі у виявленні переповнення.

## Застосування числової системи залишків
ЧСЗ широко використовується в мікроелектроніці в спеціалізованих пристроях — ALU,  ЦОС, де потребується:
- Контроль за помилками, за рахунок введення додаткових надлишкових модулів.
- Висока швидкість роботи, яку забезпечує паралельна реалізація базових арифметичних операцій.

## Спеціальні системи модулів
У модулярної арифметиці існують спеціальні набори модулів, які дозволяють частково нівелювати недоліки ЧСЗ і для яких існують ефективні алгоритми порівняння чисел та зворотного перекладу чисел в позиційну систему числення. Однією з найпопулярніших систем модулів є набір з трьох взаємно простих чисел вигляду {2n−1, 2n, 2n+1}

## Приклади
Розглянемо ЧСЗ з базисом {\displaystyle (2;3;5)}. У цьому базисі можна однозначно представити числа з проміжку від {\displaystyle 0} до {\displaystyle 29}, так як {\displaystyle M=2\times 3\times 5=30}. Таблиця відповідності чисел з позиційної системи числення та системи залишкових класів:
| {\displaystyle 0=(0;0;0)}  | {\displaystyle 1=(1;1;1)}  | {\displaystyle 2=(0;2;2)}  | {\displaystyle 3=(1;0;3)}  | {\displaystyle 4=(0;1;4)}  |
| {\displaystyle 5=(1;2;0)}  | {\displaystyle 6=(0;0;1)}  | {\displaystyle 7=(1;1;2)}  | {\displaystyle 8=(0;2;3)}  | {\displaystyle 9=(1;0;4)}  |
| {\displaystyle 10=(0;1;0)} | {\displaystyle 11=(1;2;1)} | {\displaystyle 12=(0;0;2)} | {\displaystyle 13=(1;1;3)} | {\displaystyle 14=(0;2;4)} |
| {\displaystyle 15=(1;0;0)} | {\displaystyle 16=(0;1;1)} | {\displaystyle 17=(1;2;2)} | {\displaystyle 18=(0;0;3)} | {\displaystyle 19=(1;1;4)} |
| {\displaystyle 20=(0;2;0)} | {\displaystyle 21=(1;0;1)} | {\displaystyle 22=(0;1;2)} | {\displaystyle 23=(1;2;3)} | {\displaystyle 24=(0;0;4)} |
| {\displaystyle 25=(1;1;0)} | {\displaystyle 26=(0;2;1)} | {\displaystyle 27=(1;0;2)} | {\displaystyle 28=(0;1;3)} | {\displaystyle 29=(1;2;4)} |

### Приклад додавання
Складемо два числа 12 і 7 у базисі {\displaystyle (2;3;5)}. Їх представлення в заданому базисі {\displaystyle 12=(0;0;2)} i {\displaystyle 7=(1;1;2)} (див. таблицю вище). Скористаємося формулою для складання:
{\displaystyle (z_{1},z_{2},z_{3})=(0,0,2)+(1,1,2)}
{\displaystyle z_{1}\equiv (x_{1}+y_{1}){\pmod {m_{1}}}\equiv (0+1){\pmod {2}}=1;}
{\displaystyle z_{2}\equiv (x_{2}+y_{2}){\pmod {m_{2}}}\equiv (0+1){\pmod {3}}=1;}
{\displaystyle z_{3}\equiv (x_{3}+y_{3}){\pmod {m_{3}}}\equiv (2+2){\pmod {5}}=4;}
{\displaystyle (z_{1},z_{2},z_{3})=(1,1,4)} — за таблицею переконуємося, що результат дорівнює 19.

### Приклад множення
Помножимо два числа 3 і 7 в базисі {\displaystyle (2;3;5)}. Їх представлення в заданому базисі {\displaystyle 3=(1;0;3)} та {\displaystyle 7=(1;1;2)} (див. таблицю вище). Скористаємось формулою для множення:
{\displaystyle z_{1}\equiv (x_{1}*y_{1}){\pmod {m_{1}}}\equiv (1*1){\pmod {2}}=1;}
{\displaystyle z_{2}\equiv (x_{2}*y_{2}){\pmod {m_{2}}}\equiv (0*1){\pmod {3}}=0;}
{\displaystyle z_{3}\equiv (x_{3}*y_{3}){\pmod {m_{3}}}\equiv (3*2){\pmod {5}}=1;}
{\displaystyle (z_{1},z_{2},z_{3})=(1,0,1)} — за таблицею переконуємося, що результат дорівнює 21.
Зауваження: якби множити або складати числа, які дають в результаті число більше або рівне {\displaystyle M=30}, то отриманий результат збігатиметься по модулю числа {\displaystyle {M}} з результатом операції в позиційній системі числення. При відніманні це правильно, коли отримуємо від'ємне число.